# ネヘ・ミルナー＝スカッダー
ネヘ・ミルナー＝スカッダー（Nehe Milner-Skudder、1990年12月15日 - ）は、メジャーリーグラグビー、ラグビー・ユナイテッド・ニューヨークに所属するラグビーユニオン選手。

## プロフィール
- ニュージーランド・タイハペ出身。
- ポジションはウィング(WTB)、フルバック(FB)。
- 身長 179cm、体重 90kg
- ニュージーランド代表キャップは13（2021年1月現在）でラグビーワールドカップ2015のニュージーランド代表に選ばれた[1]。
- マオリ・オールブラックスに選ばれたことがある[2]。
- バーバリアンズに選ばれたことがある[3]。

## 略歴
マナワウ、ハリケーンズを経て、2019年、RCトゥーロンに加入。
2020年、ハイランダーズに加入。
2022年、ラグビー・ユナイテッド・ニューヨークに加入。  